# Глотов, Юрий Дмитриевич
Юрий Дмитриевич Глотов (7 декабря 1953 — 10 марта 2007) — советский хоккеист, защитник. Мастер спорта СССР.

## Биография
Воспитанник «Спутника» Нижний Тагил, выступал за нижнетагильские «Высокогорец» (1969/70) и «Спутник» (1971/72). Три сезона (1972/73 — 1974/75) отыграл в СКА (Свердловск), следующие десять — в «Автомобилисте». В сезоне 1986/87 провёл несколько матчей за «Трактор» Челябинск в турнире на призы «Советского спорта» и Кубок СССР.
Скончался 10 марта 2007 года.